# Pfarrhaus (Behlingen)

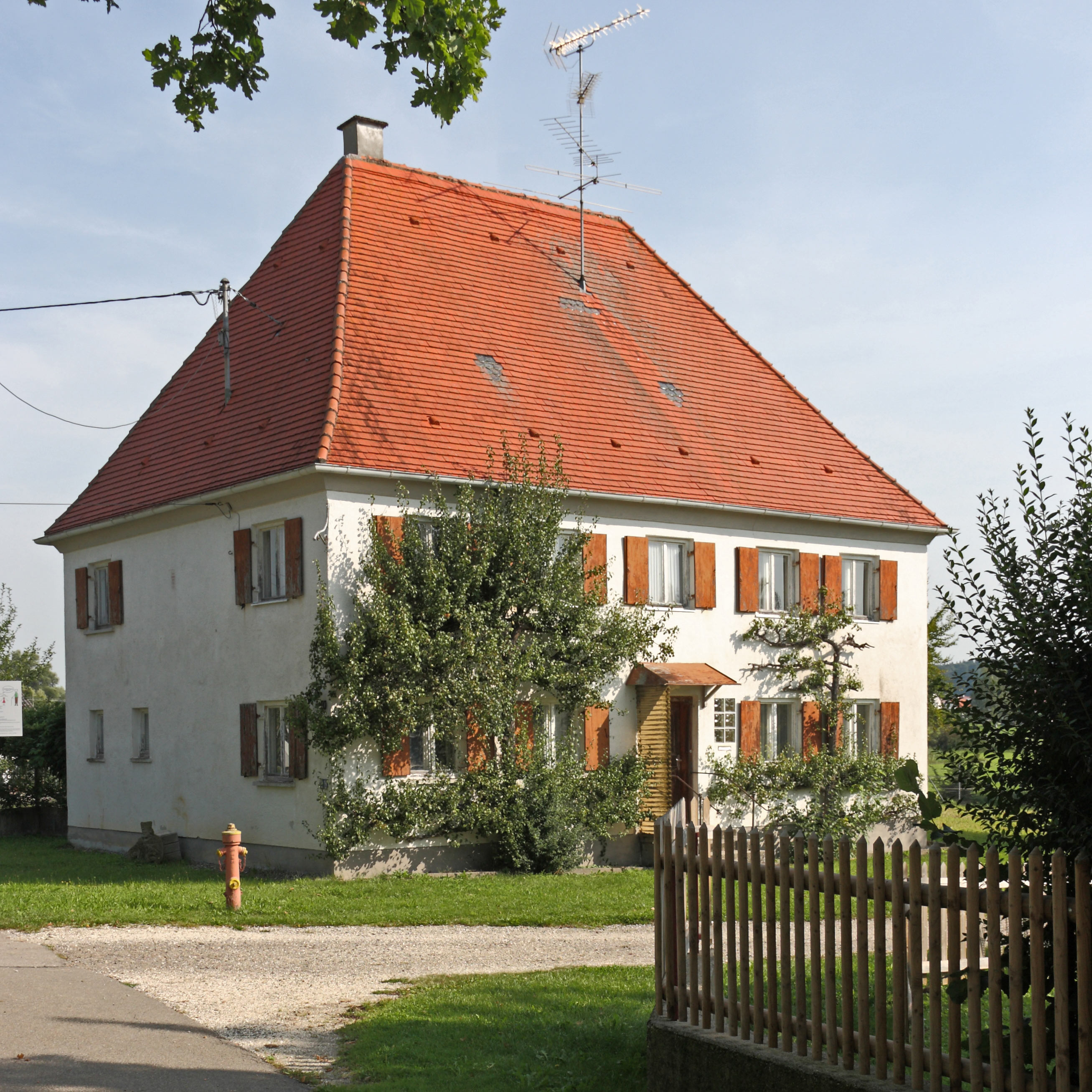
Pfarrhaus in Behlingen

Der Pfarrhaus in Behlingen, einem Gemeindeteil von Kammeltal im Landkreis Günzburg im bayerischen Regierungsbezirk Schwaben, wurde 1783 errichtet. Das barocke Pfarrhaus an der Stefanstraße 10, nordöstlich der katholischen Pfarrkirche St. Stephan, ist ein geschütztes Baudenkmal.
Der zweigeschossige Walmdachbau von Joseph Dossenberger d. J. besitzt fünf zu vier Fensterachsen. Das Nebengebäude und der Stadel, der 1999 abbrannte, sind komplett verschwunden. Die Diele führt auf eine zweiläufige Podesttreppe und erschließt jeweils zwei Räume. Der Keller mit Tonnengewölbe stammt noch von dem dokumentierten Vorgängerbau. 
Von der historischen Ausstattung sind noch drei barocke Zweifeldertüren mit Ziehknauf, ein zweiflügeliges Fenster und verzierte Winkelbänder vorhanden. Im Vorraum der Toilette ist eine Kassettendecke erhalten. 